# Egmont Cycling Race
La Egmont Cycling Race (anteriormente Gran Premio de la Villa de Zottegem) es una carrera ciclista belga disputada en Zottegem y sus alrededores, en la provincia de los Flandes Orientales.
Creada en 1934, desde la creación de los Circuitos Continentales UCI en 2005 forma parte del UCI Europe Tour, dentro de la categoría 1.1.

## Palmarés

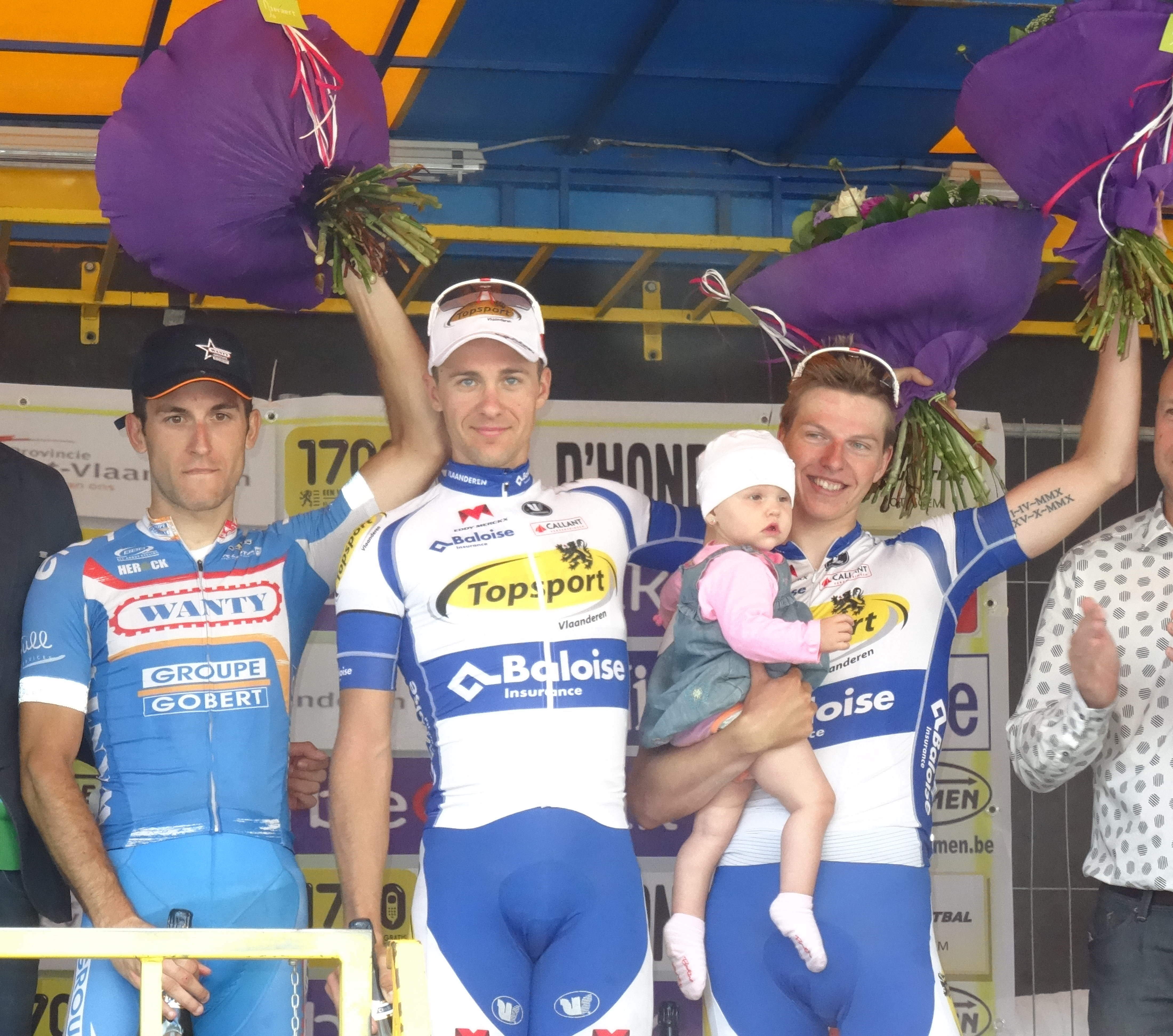
Pódium de la edición 2014: Tim De Troyer (2º), Edward Theuns (1º) y Zico Waeytens (3º).

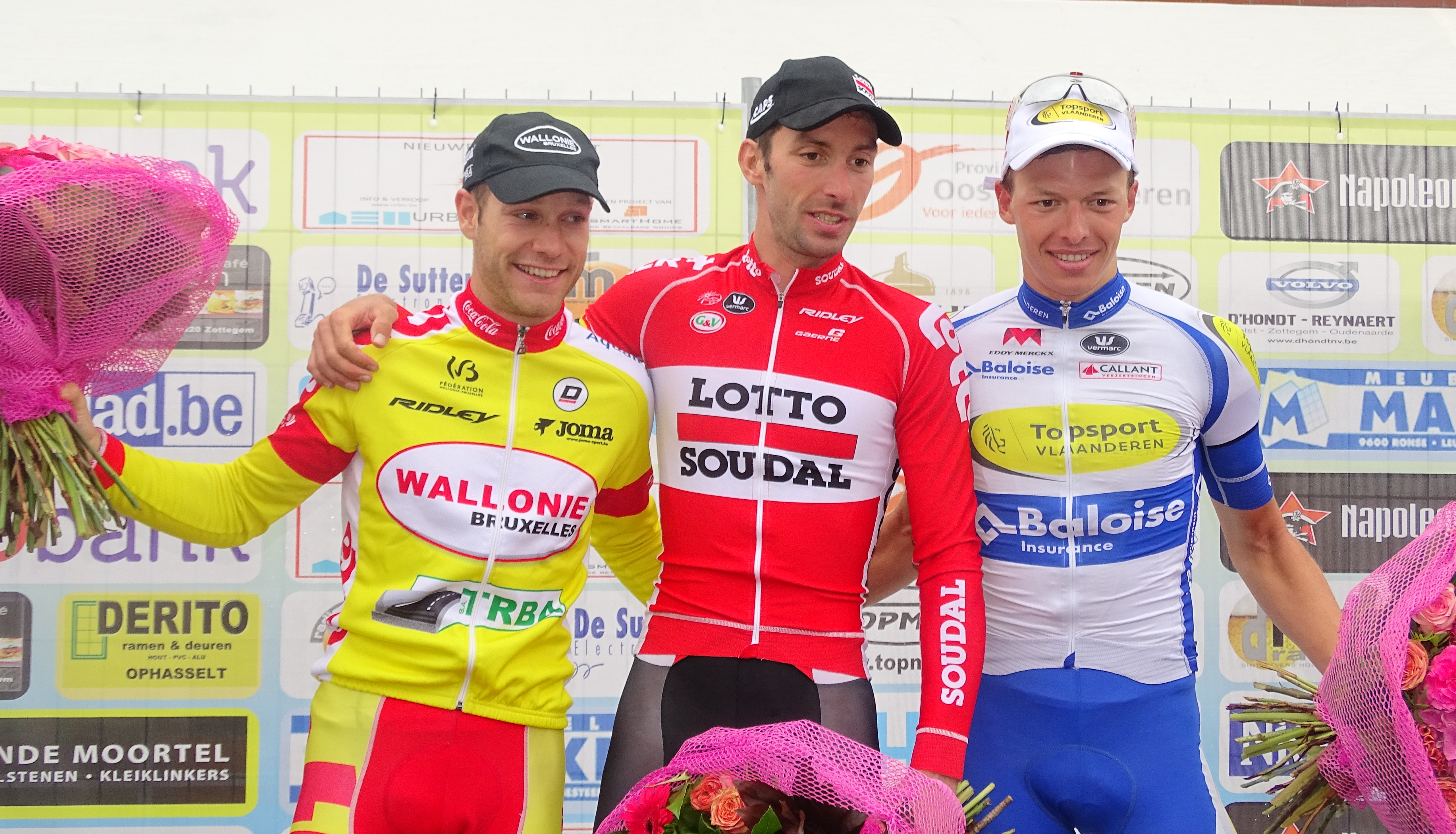
Pódium de la edición 2015: Antoine Demoitié (2º), Kenny Dehaes (1º) y Oliver Naesen (3º).

| Año                                                          | Ganador                | Segundo               | Tercero                   |           |
| ------------------------------------------------------------ | ---------------------- | --------------------- | ------------------------- | --------- |
| 1934                                                         | André Verlinden        | Frans Bonduel         | Jérôme France             |           |
| 1935                                                         | Michel Buyck           | Jozef Loopmans        | Léopold Roosemont         |           |
| 1936                                                         | Petrus Van Theemsche   | André Defoort         | Jan-Jozef Horemans        |           |
| 1937                                                         | Sylvain Grysolle       | Albert Beirnaert      | Gaston Denys              |           |
| 1938                                                         | Lode Janssens          | Louis Hardiquest      | Adolphe Braeckeveldt      |           |
| 1939                                                         | Marcel Kint            | Jef Moerenhout        | Georges Christiaens       |           |
| 1940 edición no realizada debido a la Segunda Guerra Mundial |                        |                       |                           |           |
| 1941                                                         | Georges Claes          | Sylvain Grysolle      | Albéric Schotte           |           |
| 1942                                                         | Albert Ritserveldt     | Emiel Faignaert       | Sylvain Grysolle          |           |
| 1943                                                         | Prosper Depredomme     | Robert van Eenaeme    | Jan Van Steen             |           |
| 1944 edición no realizada debido a la Segunda Guerra Mundial |                        |                       |                           |           |
| 1945                                                         | Karel De Baere         | Roger Gyselinck       | Camille Beeckman          |           |
| 1946                                                         | Michel Van Elsué       | Georges D'Haese       | Omer Thys                 |           |
| 1947                                                         | Michel Remue           | Jozef Van Der Helst   | Marcel Boumon             |           |
| 1948                                                         | Emiel Van der Veken    | Jean Lesage           | Pino Cerami               |           |
| 1949                                                         | Maurice Blomme         | Jan Storms            | Odiel Van Den Meersschaut |           |
| 1950                                                         | Maurice Blomme         | Albert Wauters        | Albert Van Herzele        |           |
| 1951                                                         | Maurice Blomme         | Edward van Dijck      | Henri Van Kerckhove       |           |
| 1952                                                         | Leopold Schaeken       | Frans De Prycker      | Pino Cerami               |           |
| 1953                                                         | Leon De Lathouwer      | Désiré Keteleer       | Pino Cerami               |           |
| 1954                                                         | Gilbert Desmet         | Karel De Baere        | Gilbert Van de Wiele      |           |
| 1955                                                         | André Auquier          | Leon De Lathouwer     | Pino Cerami               |           |
| 1956                                                         | Lucien Mathys          | Maurice Meuleman      | Jean Bellemans            |           |
| 1957                                                         | Willy Schroeders       | Leon De Lathouwer     | Gentil Saelens            |           |
| 1958                                                         | Roger Baens            | Julien Pascal         | Daniel Denys              |           |
| 1959                                                         | Arthur Decabooter      | René Vanderveken      | Gerrit Voorting           |           |
| 1960                                                         | Jozef Schils           | Clément Roman         | Herman Cornelis           |           |
| 1961                                                         | Frans Schoubben        | Henri De Wolf         | Henri Van Den Bossche     |           |
| 1962                                                         | Jozef Schils           | Willy Bocklandt       | Francesco Miele           |           |
| 1963                                                         | Jean-Baptiste Claes    | Hugo Hellemans        | Arnould Flecy             |           |
| 1964                                                         | Clément Roman          | Eric De Roose         | Emile Moentjens           |           |
| 1965                                                         | Frans Aerenhouts       | Léon Lenaers          | Roger Seghers             |           |
| 1966                                                         | Jo De Roo              | Roger Baguet          | Roger Cooreman            |           |
| 1967                                                         | Roland Van De Rijse    | Jacques Guiot         | Gustaaf De Smet           |           |
| 1968                                                         | Frans Melckenbeeck     | Leopold Van den Neste | Théo Mertens              |           |
| 1969                                                         | Willy Van den Eynde    | Roland Callewaert     | Jacques Zwaenepoel        |           |
| 1970                                                         | Fernand Hermie         | Jacques Zwaenepoel    | Willy Van Neste           |           |
| 1971                                                         | Albert Van Vlierberghe | Edward Janssens       | Guido Reybrouck           |           |
| 1972                                                         | Herman Van Springel    | Noël Vantyghem        | Dirk Baert                |           |
| 1973                                                         | Maurice Dury           | Phil Bayton           | José De Cauwer            |           |
| 1974                                                         | Andre Dierickx         | Jean-Pierre Berckmans | Eddy Verstraeten          |           |
| 1975                                                         | Jan Raas               | Marcel Laurens        | Willy Van Neste           |           |
| 1976                                                         | Willem Peeters         | Eddy Merckx           | Willy Scheers             |           |
| 1977                                                         | Herman Vrijders        | André Delcroix        | Ronny Bossant             |           |
| 1978                                                         | Daniel Willems         | Walter Godefroot      | Rudy Colman               |           |
| 1979                                                         | Pol Verschuere         | Eric Van De Wiele     | Herman Van Springel       |           |
| 1980                                                         | Etienne Van der Helst  | Ludo Peeters          | Guido Van Sweevelt        |           |
| 1981                                                         | Géry Verlinden         | Dirk Heirweg          | Mario Mariotti            |           |
| 1982                                                         | Rudy Colman            | Eddy Vanhaerens       | Eric Van De Wiele         |           |
| 1983                                                         | Mario Mariotti         | Ludo De Keulenaer     | Jacques Hanegraaf         |           |
| 1984                                                         | Luc Colijn             | Alain De Roo          | Ferdi van den Haute       |           |
| 1985                                                         | Raoul Bruyndonckx      | Dirk De Wolf          | Philippe Deleye           |           |
| 1986                                                         | Patrick Cocquyt        | Dirk Durant           | Filip Van Vooren          |           |
| 1987                                                         | Nico Verhoeven         | Michel Vermote        | Luc Roosen                |           |
| 1988                                                         | Chris Scharmin         | Frans Maassen         | Carlo Bomans              |           |
| 1989                                                         | Gino Van Hooydonck     | Johnny Dauwe          | Marc Sprangers            |           |
| 1990                                                         | Marco van der Hulst    | Sammie Moreels        | Chris Scharmin            |           |
| 1991                                                         | Peter de Clercq        | Corneille Daems       | Frans Maassen             |           |
| 1992                                                         | Marc Dierickx          | Rik Van Slycke        | Hendrik Redant            |           |
| 1993                                                         | Pierre Herinne         | Peter Naessens        | Scott Sunderland          |           |
| 1994                                                         | Marc Wauters           | Wim Omloop            | Danny Nelissen            |           |
| 1995                                                         | Hendrik Redant         | Niko Eeckhout         | Raymond Meijs             |           |
| 1996                                                         | Chris Peers            | Peter van Petegem     | Peter Naessens            |           |
| 1997                                                         | Frank Høj              | Dany Baeyens          | Jo Planckaert             |           |
| 1998                                                         | Paul Van Hyfte         | Chris Peers           | Bart Heirewegh            |           |
| 1999                                                         | Etienne De Wilde       | Gert Vanderaerden     | Wilfried Peeters          |           |
| 2000                                                         | Michel Vanhaecke       | Dave Bruylandts       | Serge Baguet              |           |
| 2001                                                         | Jo Planckaert          | Jans Koerts           | Aart Vierhouten           |           |
| 2002                                                         | Matthé Pronk           | Janek Tombak          | Gordon McCauley           |           |
| 2003                                                         | Geert Omloop           | Karsten Kroon         | Wim Vansevenant           |           |
| 2004                                                         | David Kopp             | Kevin Van Impe        | Björn Leukemans           |           |
| 2005                                                         | Thomas Dekker          | Enrico Degano         | Kenny van Hummel          |           |
| 2006                                                         | René Obst              | Gorik Gardeyn         | Ivailo Gabrovski          |           |
| 2007                                                         | Jonas Aaen Jørgensen   | Matthias Friedemann   | Nick Ingels               |           |
| 2008                                                         | Roy Sentjens           | Preben Van Hecke      | Fabio Polazzi             |           |
| 2009                                                         | Niko Eeckhout          | Martin Pedersen       | Cyril Lemoine             |           |
| 2010                                                         | Stefan van Dijk        | Jean-Pierre Drucker   | Jonas Van Genechten       |           |
| 2011                                                         | Svein Tuft             | Willem Wauters        | Adam Blythe               |           |
| 2012                                                         | Matthias Brändle       | Jean-Pierre Drucker   | Wouter Wippert            |           |
| 2013                                                         | Blaž Jarc              | Boris Dron            | Wouter Mol                |           |
| 2014                                                         | Edward Theuns          | Tim de Troyer         | Zico Waeytens             |           |
| 2015                                                         | Kenny Dehaes           | Antoine Demoitié      | Oliver Naesen             |           |
| 2016                                                         | Tim Merlier            | Timothy Dupont        | Marcel Sieberg            |           |
| 2017                                                         | Jasper De Buyst        | Joeri Stallaert       | Kenny Dehaes              |           |
| 2018                                                         | Jérôme Baugnies        | Aimé De Gendt         | Lasse Norman Leth         |           |
| 2019                                                         | Piotr Havik            | André Greipel         | Christophe Noppe          |           |
| 2020                                                         | cancelada              | cancelada             | cancelada                 | cancelada |
| 2021                                                         | Danny van Poppel       | Niccolò Bonifazio     | Luca Mozzato              |           |
| 2022                                                         | Arnaud De Lie          | Arnaud Démare         | Jasper De Buyst           |           |
| 2023                                                         | Jasper De Buyst        | Alexander Kristoff    | Lionel Taminiaux          |           |
| 2024                                                         | cancelada              | cancelada             | cancelada                 | cancelada |

## Palmarés por países
| País         | Victorias |
| ------------ | --------- |
| Bélgica      | 70        |
| Países Bajos | 9         |
| Dinamarca    | 2         |
| Alemania     | 2         |
| Italia       | 1         |
| Canadá       | 1         |
| Austria      | 1         |
| Eslovenia    | 1         |